# Matthew Dufty

a Compétitions nationales et continentales officielles uniquement.

Matthew Dufty dit Matt Dufty, né le 10 janvier 1996 à Hurstville (Australie), est un joueur australien de rugby à XIII évoluant au poste d'arrière ou de demi d'ouverture dans les années 2010 et 2020.
Il pratique le rugby à XIII durant son enfance au sein des clubs de Penshurst RSL RLFC puis des équipes juniors des St. George Illawarra Dragons. En 2017, il connaît ses premières rencontres de National Rugby League avec St. George Illawarra, restant dans ce dernier jusqu'à la saison 2021 après 82 rencontres disputées. Il signe en 2022 aux Canterbury-Bankstown Bulldogs mais trouve un arrangement avec ce club pour s'exiler en Angleterre en rejoignant en cours de saison les Warrington Wolves. Avec ce dernier, il dispute une finale de Challenge Cup en 2024.

## Palmarès
- Collectif : 
  - Finaliste de la Challenge Cup : 2024 (Warrington).

### Détails en clubs
| Saison | Saison               | Championnat           | Championnat  | Championnat | Championnat | Championnat | Championnat | Championnat | Coupe         | Coupe      | Coupe | Coupe | Coupe | Coupe | Coupe |
| Saison | Saison               | Comp.                 | Class.       | M           | Pts         | Ess.        | Buts        | Dp.         | Comp.         | Class.     | M     | Pts   | Ess.  | Buts  | Dp.   |
| ------ | -------------------- | --------------------- | ------------ | ----------- | ----------- | ----------- | ----------- | ----------- | ------------- | ---------- | ----- | ----- | ----- | ----- | ----- |
| 2017   | St. George Illawarra | National Rugby League | 9e           | 7           | 12          | 3           | -           | -           |               |            |       |       |       |       |       |
| 2018   | St. George Illawarra | National Rugby League | 1er tour     | 26          | 52          | 13          | -           | -           |               |            |       |       |       |       |       |
| 2019   | St. George Illawarra | National Rugby League | 15e          | 16          | 20          | 15          | -           | -           |               |            |       |       |       |       |       |
| 2020   | St. George Illawarra | National Rugby League | 12e          | 18          | 52          | 13          | -           | -           |               |            |       |       |       |       |       |
| 2021   | St. George Illawarra | National Rugby League | 11e          | 15          | 40          | 10          | -           | -           |               |            |       |       |       |       |       |
| 2022   | Canterbury-Bankstown | National Rugby League | 12e          | 12          | 4           | 1           | -           | -           | Challenge Cup |            | -     | -     | -     | -     | -     |
| 2022   | Warrington Wolves    | Super League          | 11e          | 6           | 20          | 5           | -           | -           | Challenge Cup |            | -     | -     | -     | -     | -     |
| 2023   | Warrington Wolves    | Super League          | 1er tour     | 28          | 48          | 12          | -           | -           | Challenge Cup | 1/4 finale | 2     | 4     | 1     | -     | -     |
| 2024   | Warrington Wolves    | Super League          | Finale prél. | 23          | 68          | 17          | -           | -           | Challenge Cup | Finaliste  | 4     | 12    | 3     | -     | -     |